# Théâtre de Dole
Le théâtre de Dole est un théâtre municipal à l'italienne d'architecture néo-classique construit entre 1840 et 1843 dans la partie haute de la ville de Dole, dans le Jura. Propriété de la Ville, la salle de spectacle est, depuis 1997, gérée par les Scènes du Jura, et accueille régulièrement des spectacles de danse, des concerts et des représentations théâtrales.
Il a été classé aux monuments historiques en 1996.

## Histoire
Le théâtre est construit entre 1840 et 1843, sur des plans de l'ingénieur-architecte Martin, à la demande d'une élite intellectuelle doloise. Il est inauguré le 4 juin 1843, en présence de toute l'aristocratie, par Léonard Dusillet, ancien maire de la ville.
Le lieu choisi est le haut de la ville, dans la rue du Mont-Roland.
Il est géré par la municipalité jusqu'en 1997, date à laquelle son organisation fusionne avec celle du théâtre de Lons-le-Saunier pour former les Scènes du Jura. Cette structure devient scène nationale en 2013. 
En 2015, le théâtre ferme ses portes pour une restauration en profondeur,,. Il rouvre au public le 27 novembre 2021,.

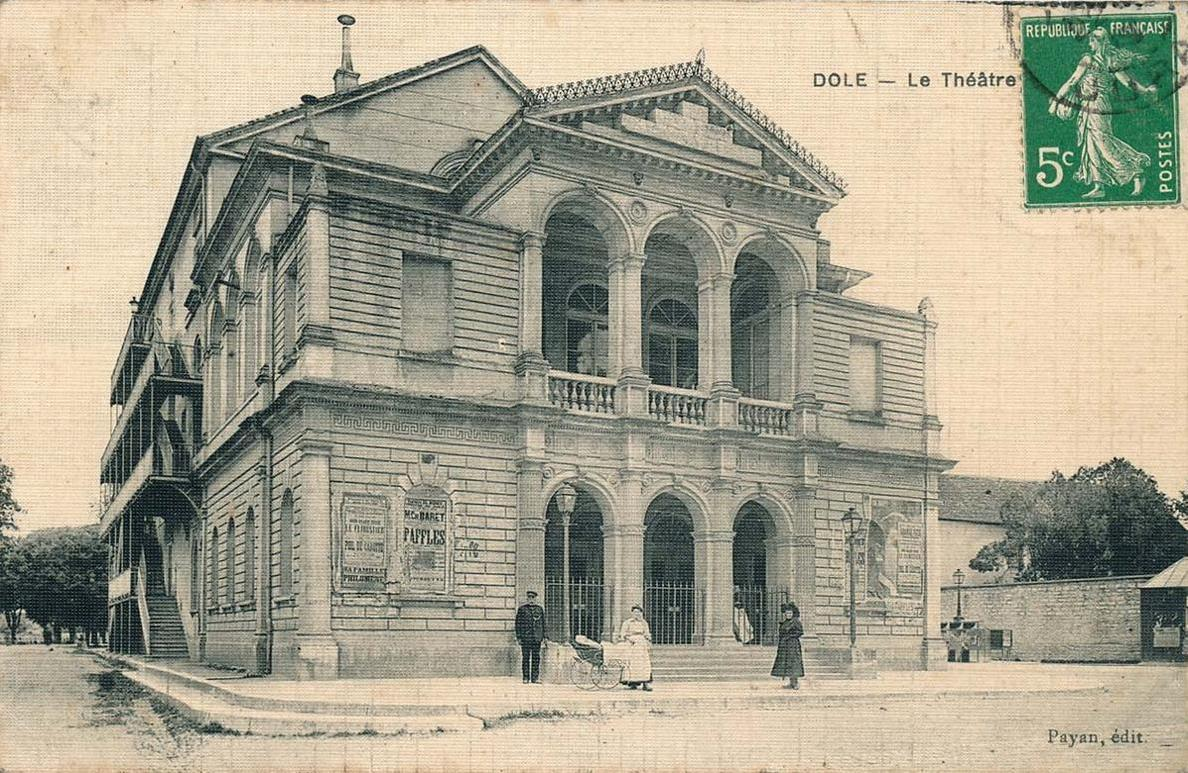
Dans les années 1900
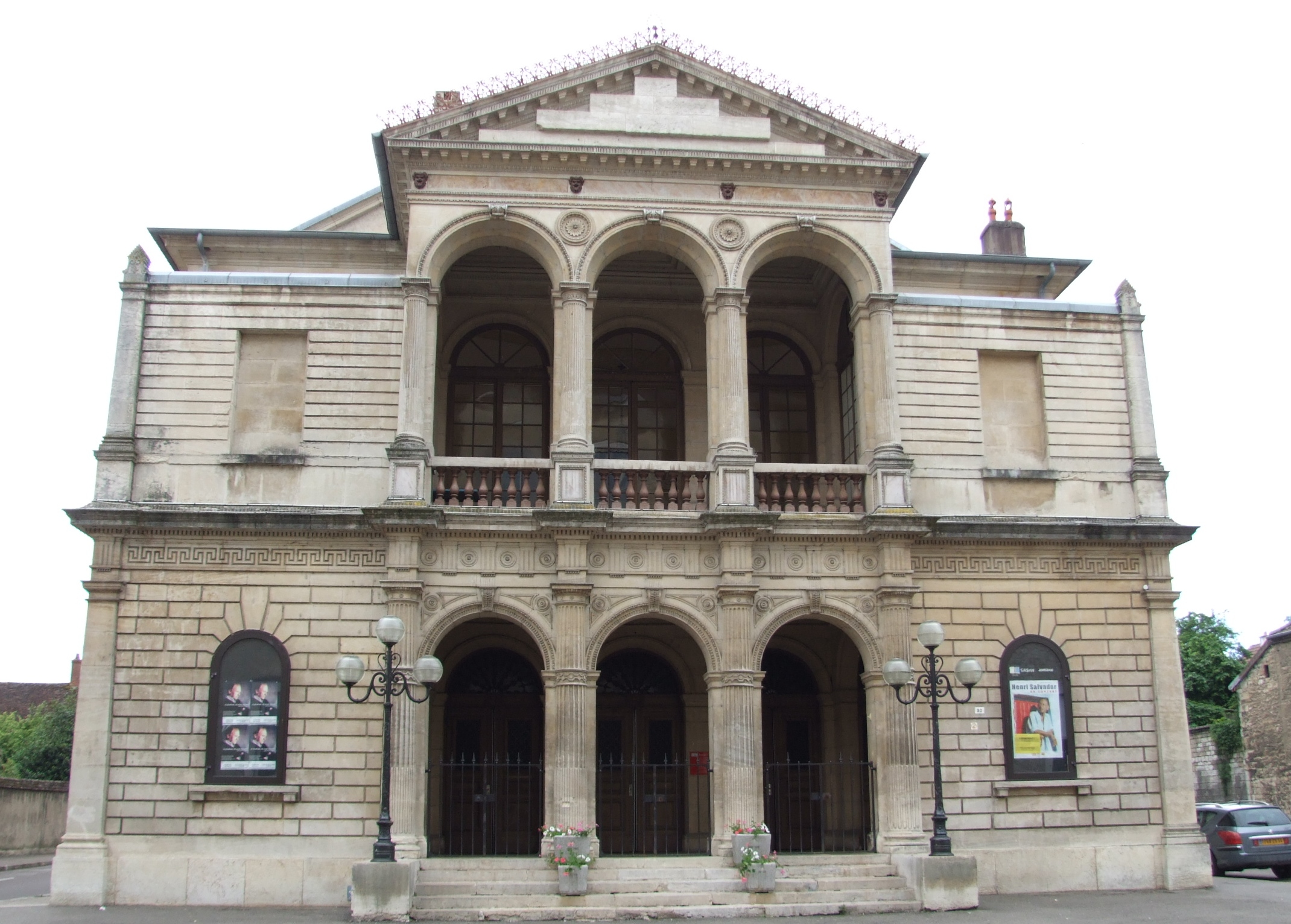
En 2007, avant les travaux.
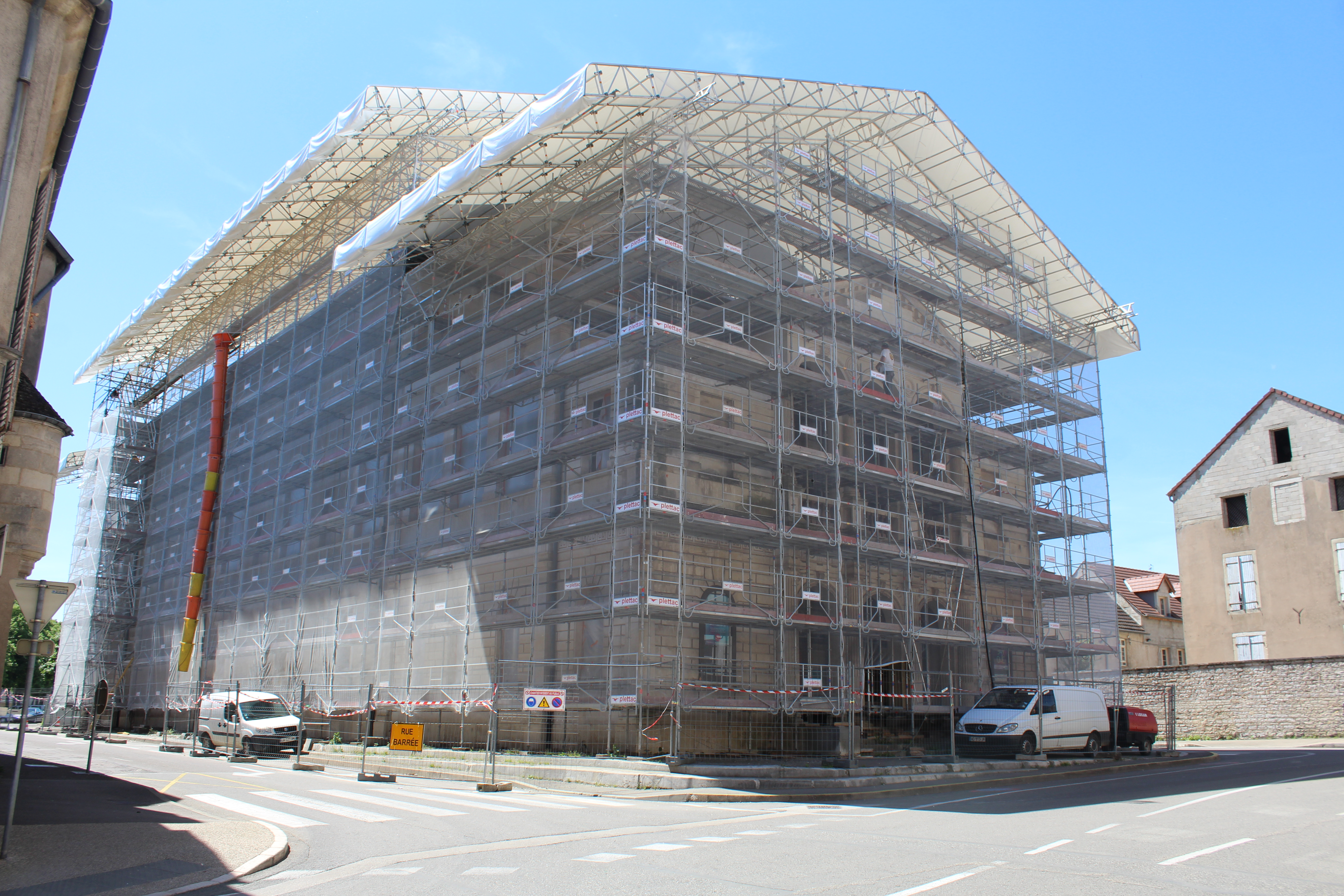
En 2017, pendant les travaux.

## Description
Sa façade est de style néoclassique, avec avant-corps central et colonnes.
La salle du théâtre est une salle à l'italienne, avec des loges et des balcons garnis à l'origine de velours bleu, et un décor peint sur bois et toile marouflée par Och et Chenillon.

## Accès
Le théâtre est situé au 30, rue du Mont-Roland, à côté des arrêts d'autobus (Grandole Mobilités) du cours Clemenceau.